# Morondavia cephalica
Morondavia cephalica är en insektsart som beskrevs av Vitaly Michailovitsh Dirsh 1962. Morondavia cephalica ingår i släktet Morondavia och familjen gräshoppor. Inga underarter finns listade i Catalogue of Life.